# 聖海倫娜 (北卡羅萊納州)
聖海倫娜（英語：St. Helena）是一個位於美國北卡羅萊納州彭德縣的村。

## 人口
根據2020年美國人口普查的數據，聖海倫娜的面積為14.60平方千米，皆為陸地。當地共有人口417人，而人口密度為每平方千米29人。